# Zelotes resolution
Zelotes resolution är en spindelart som beskrevs av FitzPatrick 2007. Zelotes resolution ingår i släktet Zelotes och familjen plattbuksspindlar. Inga underarter finns listade i Catalogue of Life.